# Star Wars: Battlefront (videogioco 2015)
Star Wars: Battlefront è un videogioco del 2015 basato sul franchise di Guerre stellari e terzo della serie Star Wars: Battlefront. È stato sviluppato da DICE, e è stato pubblicato da Electronic Arts il 17 novembre 2015 nel Nord America, il 19 novembre in Europa e il 20 novembre nel Regno Unito. È stato presentato all'E3 2015, dove ha avuto il maggior numero di nomination (5), tra cui Miglior gioco d'azione e Miglior gioco multiplayer.

## Modalità di gioco
Star Wars: Battlefront è un gioco di tipo sparatutto in prima e in terza persona (i giocatori possono cambiare la visuale in ogni momento). I giocatori attraversano i vari pianeti dell'universo di Guerre stellari, come Endor, Hoth, Tatooine, Sullust ed il nuovo creato, il pianeta di Jakku. Per attraversare il mondo, i giocatori usano svariati veicoli, tra i quali navicelle spaziali e veicoli terrestri. Le armi, i personaggi, gli strumenti e le abilità sono personalizzabili. Battlefront comprenderà la mira metallica.
È possibile scegliere se impersonare un soldato dell'Alleanza Ribelle o un soldato imperiale. Sono inoltre giocabili i personaggi dei film, come Dart Fener, Luke Skywalker, Ian Solo, Boba Fett, Leila Organa e l'Imperatore Palpatine (oltre a altri che verranno aggiunti con il Season Pass, ovvero Lando Calrissian, Nien Numb, Chewbecca, Jyn Erso, Greedo, Dengar, Orson Krennic e Bossk), in una modalità dell'espansione Morte Nera, chiamata Stazione da Battaglia, sarà possibile impersonare R2-D2, mentre è presente ma non giocabile C-3PO. Il gioco include missioni cooperativa che possono essere giocate offline, ma non possiede una modalità campagna. I giocatori possono completare le missioni sia in solitaria che con bot o un altro giocatore; il gioco supporta la modalità schermo condiviso. Il gioco in modalità multiplayer online supporta fino a 40 giocatori in una partita e fin dall'inizio saranno giocabili 12 mappe multiplayer.

## Multigiocatore
Ci sono diverse modalità:
- Supremazia: in questa modalità Ribelli e Imperiali lottano sul campo di battaglia per conquistare più punti controllo.
- Assalto Camminatori: in questa modalità i Ribelli devono distruggere i Camminatori attivando gli uplink, atti a chiamare squadroni di Ala-Y che disattiveranno gli scudi degli AT-AT rendendone possibile la distruzione; gli Imperiali devono impedire che tutto ciò avvenga disattivando gli uplink.
- Squadrone di Caccia: in questa modalità Ribelli ed Imperiali lottano in una furiosa battaglia fra Caccia per la supremazia aerea.
- Eliminazione: in questa modalità Ribelli ed Imperiali si scontrano per chi arriva prima a cento uccisioni.
- Cargo: le due fazioni posseggono entrambi cinque "carichi" e, rubando quelli dell'avversario, vince chi a fine partita ne possiede di più, o chi arriva ad averne dieci.
- Zona di lancio: gusci di salvataggio cadono a intervalli regolari nella mappa; la fazione che arriva a conquistarne cinque vince la partita.
- Corsa ai droidi: tre droidi vagano nella mappa: una volta che un droide viene catturato dal nemico, questo inizierà a produrre punti, e la fazione che arriva per prima a cento vince la partita.
- Caccia all'eroe: un giocatore a caso si trasforma in un eroe/malvagio, gli altri, di fazione opposta, devono trovarlo e sconfiggerlo. A seguito di questo il giocatore che avrà totalizzato più punti si trasformerà in un altro eroe/malvagio, e così via.
- Eroi contro malvagi: tre eroi dell'Alleanza Ribelle e tre malvagi dell'Impero Galattico (accompagnati dai soldati) si scontrano; la partita è vinta dalla fazione che vince cinque round.
- Punto di svolta: gli Imperiali si difendono dall'avanzata delle truppe ribelli. Nota: questa modalità è stata introdotta con l'aggiornamento Battaglia di Jakku.
- Estrazione (espansione Orlo Esterno): i ribelli devono scortare un carico di risorse preziose fino al punto di estrazione, in cui verrà prelevato da un Trasporto Medio GR-75. Gli imperiali, disattivando il motore del carico, devono impedire la vittoria dei nemici.
- Sabotaggio (espansione Bespin): i ribelli devono attivare le cariche piazzate su tre generatori di gas Tibanna situati nella mappa per farli detonare e scappare poi al punto di estrazione. L'Impero deve invece neutralizzare le bombe per mandare in fumo il piano del nemico.
- Stazione da battaglia (espansione Morte Nera): questa modalità si compone di tre fasi:
- # La prima, ambientata in un campo di asteroidi, in cui l'Alleanza Ribelle deve distruggere uno Star Destroyer per permettere il passaggio di un Trasporto Medio GR-75.
- # Il trasporto atterra in un hangar della Morte Nera e i ribelli, scesi nella stazione, devono recuperare R2-D2 e scortarlo fino al punto di partenza, dove verrà portato via dalla navetta.
- # Nella terza fase si ritorna nello spazio, vicino alla superficie della stazione imperiale. I ribelli, a gruppi di tre, devono cercare di mandare i razzi dentro il buco di scarico dopo aver completato un complicato percorso attraverso i canali della Morte Nera.
- Infiltrazione (espansione Rogue One: Scarif): i Ribelli cercano di andare su Scarif per rubare i piani della Morte Nera.

## Ribelli e Soldati (sopravvivenza, battaglie e addestramento)
- Soldato imperiale/soldato ribelle: soldati imperiali e soldati ribelli sono i nemici base nelle missioni del gioco, si muovono rapidamente e possono lanciare detonatori termici.
- Soldato d'assalto/mitragliere Quarren: armati con blaster pesante DLT-19, i soldati d'assalto e i mitraglieri Quarren possono resistere a molti colpi di blaster e infliggerne altrettanti a loro volta, ma sono piuttosto lenti e la loro mira è particolarmente imprecisa, fattore bilanciato dal fatto che possiedono una notevole cadenza di tiro.
- Scout biker/Cecchino rodiano: queste truppe sferrano attacchi dalla distanza e infliggono più danni per colpo rispetto a qualsiasi altro soldato controllato dall'IA. In più, usano granate fumogene per nascondersi.
- Soldato jet/soldato jetpack Ishi Tib: questi soldati usano il Jetpack per raggiungere posizioni elevate (strategicamente più vantaggiose) e rappresentano un grande pericolo. Soldati Jet e soldati Jetpack Ishi Tib possono proteggersi dai tuoi colpi di blaster azionando uno scudo anti-blaster.
- Assaltatore ombra: gli assaltatori ombra utilizzano i dispositivi di occultamento e possiedono blaster pesanti T-21.
- Soldato demolitore/demolitore sullustiano: questi soldati possono agganciare i nemici con i loro razzi intelligenti.

## Veicoli

### Impero
- AT-AT: una temibile arma dell'Impero, il trasporto armato multiterreno è dotato di una elevatissima potenza di fuoco e di una resistentissima corazza metallica, che può essere indebolita dai bombardieri Ala-Y, che durante la partita vengono richiamati dai giocatori nemici attivando i comlink. Dai cannoni situati sotto la cabina di comando vengono sparati colpi potenti, ma dalla cadenza più bassa, mentre dai cannoni laterali laser più leggeri. Inoltre il camminatore può chiamare gli attacchi orbitali. Va detto però, che il movimento del camminatore non è controllato dal giocatore che lo impersona e che la zona in cui esso può sparare si limita all'area di fronte a lui.
- AT-ST: molto più veloce e meno resistente rispetto all'AT-AT, il trasporto ricognitore multiterreno è efficace contro fanteria e caccia nemici. È in grado di sparare razzi che inseguono i veicoli e granate in sequenza che a terra fanno piazza pulita.
- Caccia TIE: è il classico caccia stellare imperiale, veloce ma poco resistente, armato di razzi a ioni e capace di compiere brevi accelerazioni.
- Intercettore TIE: più veloce e agile dell'originale, l'Intercettore TIE vanta di quattro cannoni laser montati alle estremità dei pannelli, è in grado di compiere brevi scatti e bombardare il nemico con un fuoco molto più potente per qualche secondo.
- Difensore TIE (non utilizzabile): sarà disponibile come upgrade presente nelle modalità Squadrone di Caccia e nelle fasi spaziali di Stazione da battaglia. Una volta raccolto, tre difensori TIE compariranno vicino al giocatore e, guidati dall'IA, inizieranno ad attaccare i caccia ribelli. In caso di successo i punti dell'abbattimento saranno attribuiti al giocatore.
- Bombardiere TIE (non utilizzabile): sarà disponibile come upgrade presente nelle modalità Squadrone di Caccia e nelle fasi spaziali di Stazione da battaglia. Una volta raccolto, tre bombardieri TIE compariranno vicino al giocatore e, guidati dall'IA, inizieranno ad attaccare i caccia ribelli. In caso di successo i punti dell'abbattimento saranno attribuiti al giocatore.
- TIE Striker (espansione Rogue One: Scarif): attivabile raccogliendo il potenziamento, è controllato dall'IA e bombarda le zone occupate dal nemico.

### Alleanza Ribelle
- Ala-X: i caccia ribelli più famosi utilizzano i cannoni blaster all'estremità delle ali e lanciano dei razzi esplosivi a inseguimento; possono attivare degli scudi energetici per qualche secondo.
- Ala-A: caccia velocissimi, utilizzano due cannoni laser e lanciano razzi a inseguimento; come i Caccia TIE sono in grado di compiere brevi ma velocissimi scatti.
- T-47 Airspeeder: rispetto ai primi caccia sono meno potenti e meno veloci, ma hanno la possibilità di arpionare gli AT-AT e abbatterli in pochi istanti.
- Ala-Y (non utilizzabile): Può essere raccolto dal giocatore nella modalità Squadrone Caccia, bombarda gli AT-AT in Assalto ai Camminatori e lo Star Destroyer in Stazione da battaglia.
- Ala-B (non utilizzabile): Può essere raccolto dal giocatore, e come i Difensori TIE attaccherà le navi Imperiali autonomamente, dando eventualmente i punti al giocatore.
- Ala-U (espansione Rogue One: Scarif): Durante la modalità Infiltrazione del DLC, nella prima fase, da uno a quattro giocatori diventeranno piloti di Ala-U e dovranno raggiungere indenni l'ingresso dello scudo. Nella seconda e terza fase della battaglia può essere raccolto come potenziamento e, una volta attivato, il giocatore controlla il cannone posto sul bombardiere, con cui colpisce i nemici a terra, mentre questo sorvola l'isola.

### Neutrali
- Speeder bike: molto veloci e poco manovrabili, offrono una protezione minima, ma sono l'ideale per oltrepassare un campo di battaglia privo di grandi ostacoli. Sono particolarmente inutili nelle battaglie, in quanto servono essenzialmente a distruggere altre speeder bike, senza contare il fatto che il nemico spesso è dietro ad ostacoli e questi veicoli sono troppo veloci per combattere.
- Cloud Car (espansione Bespin): sono poco resistenti e poco veloci, ma molto agili ed efficaci contro la fanteria terrestre.

## Eroi e cattivi
Gli Eroi e i Cattivi sono unità speciali, ordinatamente per l'Alleanza Ribelle e per l'Impero Galattico, dotati di attacchi speciali e più resistenza al danno rispetto ai soldati base. Sono i personaggi protagonisti della vecchia trilogia: 
Nel gioco inoltre sono presenti 3 tipi di Guardie del Corpo che compariranno se sul campo di battaglia sarà presente un particolare eroe per un massimo di due. Sono solo tre le tipologie attualmente disponibili, due per l'Impero ed una per i Ribelli.
- Guardia D'Onore Ribelle
- Guardia Reale Imperiale
- Death Trooper: inventati per il film Rogue One, sono le guardie personali del direttore Krennic. Sono super-soldati in grado di rendersi invisibili e notevoli avversari.

### Eroi
- Luke Skywalker: attacca con la spada laser (normalmente quella dalla lama verde che appare in Episodio VI; la spada blu di Anakin Skywalker viene usata solo su Hoth), e possiede le abilità Spinta della Forza, Scatto con la Spada e Attacco Pesante, in grado di abbassare la difesa nemica. Inoltre, può deviare i colpi con la sua spada per 4 secondi.
- Ian Solo: utilizza principalmente la sua pistola blaster DL-44 ed è dotato delle abilità Colpo Fortunato, un colpo caricato che insegue il bersaglio provocando una piccola esplosione all'impatto, Fuoco Rapido, una scarica di velocissimi colpi che non surriscaldano l'arma e Spallata, per liberarsi dalle situazioni difficili.
- Leila Organa: utilizza il blaster E-11, in dotazione ai soldati imperiali; il suo Scudo di Squadra Migliorato permette di proteggersi dai colpi e utilizza il Colpo Letale per eliminare con un colpo solo i nemici; può creare uno speciale oggetto per un parziale recupero degli HP.
- Nien Nunb: il contrabbandiere sullustiano usa una normale pistola blaster DH-17; possiede un Cannone a Impulsi Rapido per uccidere a lunga distanza, può piazzare le Bombe di Prossimità e una Torretta Potenziata, il cui fuoco aumenta di potenza all'aumentare dei danni inflitti dall'eroe.
- Lando Calrissian[1]: spara con la X-8 Night Sniper, dotata di mirino a visione termica; la Trappola Shock è in grado di paralizzare i nemici fino a ucciderli (se non viene risolto il minigioco durante la paralisi), l'abilità Neutralizzazione Sistemi blocca le abilità dei nemici intorno e surriscalda le armi; grazie a Scoppio Potente è in grado di lanciare dei colpi che, caricandoli in base alla potenza che si vuole ottenere, infliggono molti più danni. Inoltre, l'attributo dell'eroe fa sì che uccidendo più nemici aumenti la probabilità di ottenere dei colpi critici.
- Chewbecca[2]: lo wookiee più famoso è in grado di emettere un Ruggito Possente, che potenzia attacco e difesa degli alleati vicini e di sé stesso, e con uno Schianto a Terra sbaragliare ingenti gruppi di nemici. Spara con la sua balestra laser, che emette normalmente un colpo alla volta ma, grazie al suo attributo, mano mano che l'eroe sconfigge i nemici, questo andrà moltiplicandosi fino a 4 colpi insieme. La sua seconda abilità, Multi-Colpo, raddoppia i colpi in carica, arrivando quindi ad un massimo di 8 alla volta.
- Jyn Erso[3]: la protagonista del film Rogue One utilizza una potente pistola blaster A180, che con Configurazione Fucile può cambiare in qualsiasi momento con un fucile blaster a ripetizione. Il suo Implosore Sonico è in grado di accecare i nemici e ridurre loro l'armatura, mentre con il Colpo di Manganello è in grado di affrontare corpo a corpo soldati e malvagi (i colpi variano da un massimo di 3 a un massimo di 9, in base al livello dell'attributo).

### Cattivi
- Dart Fener: brandisce la sua micidiale spada laser rossa, con cui può anche deviare il fuoco nemico per 8 secondi; come Luke, il suo Attacco Pesante spezza la difesa avversaria. Può effettuare il Lancio della Spada, e così colpire nemici a lunghe distanze, e lo Strozzamento della Forza, con cui uccidere i nemici bloccando loro ogni movimento possibile.
- Imperatore Palpatine: l'Imperatore Sheev Palpatine scende in battaglia usando i soli fulmini della Forza, che hanno bisogno di ricaricarsi dopo vari secondi di utilizzo; può rilasciare anche lui un oggetto per il ripristino degli HP. Può emettere una Scarica Elettrica, un fulmine più potente, che uccide al primo colpo e la cui scossa mortale viene passata ai giocatori ribelli vicini alla prima vittima, e con lo Slancio della Forza, l'Imperatore può attraversare velocemente il campo di battaglia, o sfuggire alle situazioni critiche.
- Boba Fett: il temutissimo e famosissimo cacciatore di taglie utilizza il suo fucile blaster EE-3 per colpire a corte e a lunghe distanze. La particolarità di questo personaggio è il suo jetpack, che a differenza del jumpack in dotazione ai soldati, gli permette di fluttuare per svariati secondi, dopodiché questo avrà bisogno di ricaricarsi. Può lanciare il suo Razzo da Polso, che provoca discreto danno, ed è in grado di superare gli scudi energetici, e può usare il suo Lanciafiamme, che infligge ingenti danni a breve distanza.
- Greedo: usa una potente pistola DT-12; i suoi Sensi Sviluppati permettono di vedere le vittime anche attraverso le pareti, e con i Colpi di Precisione può eliminare una grande quantità di nemici con una semplice mossa; l'abilità Esplosioni di Fiducia viene potenziata proporzionalmente al livello dell'attributo, Fiducia, appunto (lvl.1 - Granata Dioxis; lvl.2 - Detonatore Termico; lvl.3 - Granata a Impatto; lvl.4 - Implosore Termico), che migliora anche la potenza del fuoco primario e di Colpi di Precisione.
- Dengar[1]: impugna l'arma più rappresentativa del personaggio, il blaster pesante DLT-19. Il suo attributo, Lottatore Tenace, fa sì che aumenti la resistenza mano mano che si infliggono danni. Con Impeto Esplosivo, Dengar lancia tre ordigni (due di lato, uno davanti a sé) che esplodono dopo pochi secondi: se un nemico è vicino, una bomba verrà lanciata direttamente su di lui; l'Attacco Uragano è invece una corsa atta a travolgere tutti gli avversari incontrati sul passaggio. La sua ultima abilità, Frenesia Assassina, è una scarica di colpi di blaster con un'altissima cadenza di fuoco, il cui lato negativo è l'eccessivo contraccolpo.
- Bossk[2]: il peggior rivale di Boba Fett è sicuramente il trandoshano Bossk, che impugna una Relby v-10. Il suo attributo, Rigenerazione Trandosiana, fa in modo che infliggendo danni ai nemici, recuperi un po' di salute per volta. Può attivare e disattivare a piacimento l'Istinto Predatorio, che consiste nella visione termica e nell'aumento della velocità e della potenza di fuoco primaria, può usare le Micro-Granate, piccole bombe che esplodono a contatto con il nemico, e con la Fuga Tossica spicca un grande salto, lasciandosi dietro una speciale bomba dioxis.
- Orson Krennic[3]: Armato della sua potentissima DT-29 e scortato (come l'Imperatore) da un massimo di due Death Trooper, Orson Krennic ha nella sua mano di carte un Droide Astromeccanico nero che, come i Droidi Sonda, pattuglierà l'area circostante generando uno scudo intorno a sé, per sé e per i soldati Imperiali, nel caso un Ribelle si avvicinasse troppo rilascerà un gas Dioxis potenziato che ucciderà il malcapitato in pochissimi istanti. Inoltre Krennic potrà: Potenziare la salute dei soldati intorno grazie ad un apposito Bonus ed usare munizioni esplosive estremamente potenti, ma che richiederanno di essere ricaricate dopo ogni colpo. È l'unico eroe utilizzabile nella modalità infiltrazione (insieme a Jyn), mentre sarà utilizzabile regolarmente in tutte le altre mappe del gioco.

## Pianeti
- Endor
- Hoth
- Tatooine
- Sullust
- Jakku (espansione Battaglia di Jakku, scaricabile gratuitamente)
- Bespin (espansione Bespin)
- Scarif (espansione Rogue One: Scarif)

## Pass Stagionale ed espansioni
Il Pass Stagionale comprende 4 pacchetti espansione contenenti nuove armi, nuovi eroi, nuove mappe e modalità, queste due solitamente affini tra loro.

### Orlo Esterno (primavera 2016)

#### Armi e carte stellari
- DT-12
- Relby V-10
- Scatter Gun (carta stellare)
- Granata Dioxis (carta stellare)
- Stimolante di adrenalina (carta stellare)
- Fucile disgregatore I-7 (potenziamento)

#### Eroi
- Nien Nunb (Alleanza Ribelle)
- Greedo (Impero Galattico)

#### Mappe
- Palazzo di Jabba
- Garage del Palazzo
- Raffineria SoroSuub

#### Modalità
- Estrazione

### Bespin (estate 2016)

#### Armi e carte stellari
- X-8 Night Sniper
- EE-4
- Binocolo Scout (carta stellare)
- Granata Shock (carta stellare)
- Alterazione (carta stellare)

#### Eroi
- Lando Calrissian (Alleanza Ribelle)
- Dengar (Impero Galattico)

#### Mappe
- Città delle Nuvole
- Laboratori Bionip
- Stanze della Grafite
- Palazzo dell'Amministratore

#### Modalità
- Sabotaggio

### Morte Nera (autunno 2016)

#### Armi e carte stellari
- Pistola Bryar K-16
- Blaster pesante a ripetizione TL-50
- Mina a raggio laser (carta stellare)
- Droide Medico (carta stellare)

#### Eroi
- Chewbecca (Alleanza Ribelle)
- Bossk (Impero Galattico)

#### Mappe
- Blocco Imperiale
- Superficie della Morte Nera
- Settore Energia
- Settore Comando
- Settore Difesa

#### Modalità
- Stazione da Battaglia

### Rogue One: Scarif (inverno 2016)

#### Armi e carte stellari
- Pistola Blaster A180
- DT-29
- Implosore Sonico (carta stellare)
- Tie Striker (potenziamento)
- U-Wing (potenziamento)

#### Eroi
- Jyn Erso (Alleanza Ribelle)
- Orson Krennic (Impero Galattico)

#### Mappe
- Scudo
- Spiaggia di Scarif
- Giungla di Scarif
- Piattaforma d'atterraggio 13

#### Modalità
- Infiltrazione

## Accoglienza
Peter Moore di Electronic Arts sin dall'inizio della campagna ha sempre affermato che l'obiettivo posto era quello di vendere 13 milioni di copie entro l'anno fiscale (cioè entro marzo 2016). Inizialmente Gamestop ha dichiarato che alcuni titoli hanno deluso le aspettative in termini di vendite e tra questo lo stesso Battlefront, ma grazie ad una buona campagna di marketing e l'imminente uscita al cinema del nuovo episodio della saga cinematografica, si è registrata una vendita di 12 milioni di copie vendute (6 a novembre e 6 a dicembre). Ottimo risultato che rispecchia altamente le previsioni.